# Thomas Zwingel (Fußballspieler)
Thomas Zwingel (* 17. September 1967) ist ein ehemaliger deutscher Fußballspieler. Der Abwehrspieler bestritt 31 Ligaspiele in der 2. Bundesliga, dabei erzielte er zwei Tore.

## Sportlicher Werdegang
Zwingel begann mit dem Fußballspielen bei Frankonia Nürnberg, ehe er in die Jugendabteilung des 1. FC Nürnberg wechselte. Dort debütierte er für die seinerzeit in der drittklassigen Bayernliga spielende Amateurmannschaft im Erwachsenenbereich. Während diese am Ende der Spielzeit 1986/87 als Tabellenletzte in die Viertklassigkeit abstieg, wagte Zwingel den Sprung in den Profifußball und schloss sich dem Bundesliga-Absteiger Blau-Weiß 90 Berlin an. In der Zweitliga-Spielzeit 1987/88 kam er zu zwei Einsätzen in der 2. Bundesliga, daraufhin kehrte er im Sommer 1988 zu den Glubberern zurück und spielte für diese in der viertklassigen Landesliga. Von dort wechselte er nach einer Spielzeit zum Ligakonkurrenten SpVgg Fürth. Als Stammspieler empfahl er sich erneut für höhere Aufgaben, abermals nach nur einer Spielzeit zog er weiter und kehrte in die Bayernliga zurück. Dort lief er zwei Saisons für Türk Gücü München auf.
Im Sommer 1992 wechselte Zwingel erneut in den Profifußball, als er sich der SpVgg Unterhaching anschloss. Mit dem Zweitligaaufsteiger verpasste er jedoch am Ende der Zweitliga-Spielzeit 1992/93 nach 46 Spieltagen mit einem Punkt Rückstand auf den vom FC St. Pauli belegten letzten Nicht-Abstiegsplatz den Klassenerhalt. Nach Ende der Spielzeit 1993/94, die er mit dem Münchner Vorortklub als Tabellendritter abgeschlossen hatte, wechselte er zum Ligakonkurrenten FC Augsburg, der sich ebenfalls für die Regionalliga Süd qualifiziert hatte. Hier war er jedoch nicht mehr dauerhaft Stammspieler, so dass er nach nur einer Spielzeit wieder Richtung Heimat wechselte und sich dem TSV Vestenbergsgreuth anschloss. Ab 1996 lief er für den Landesligisten SC 04 Schwabach auf, mit dem er 1998 in die Bayernliga aufstieg. Dort beendete er 2003 seine aktive Laufbahn.
Später war Zwingel bei den Amateurklubs TSV Wassermungenau und SV Barthelmesaurach als Trainer tätig.